# William Bidlake

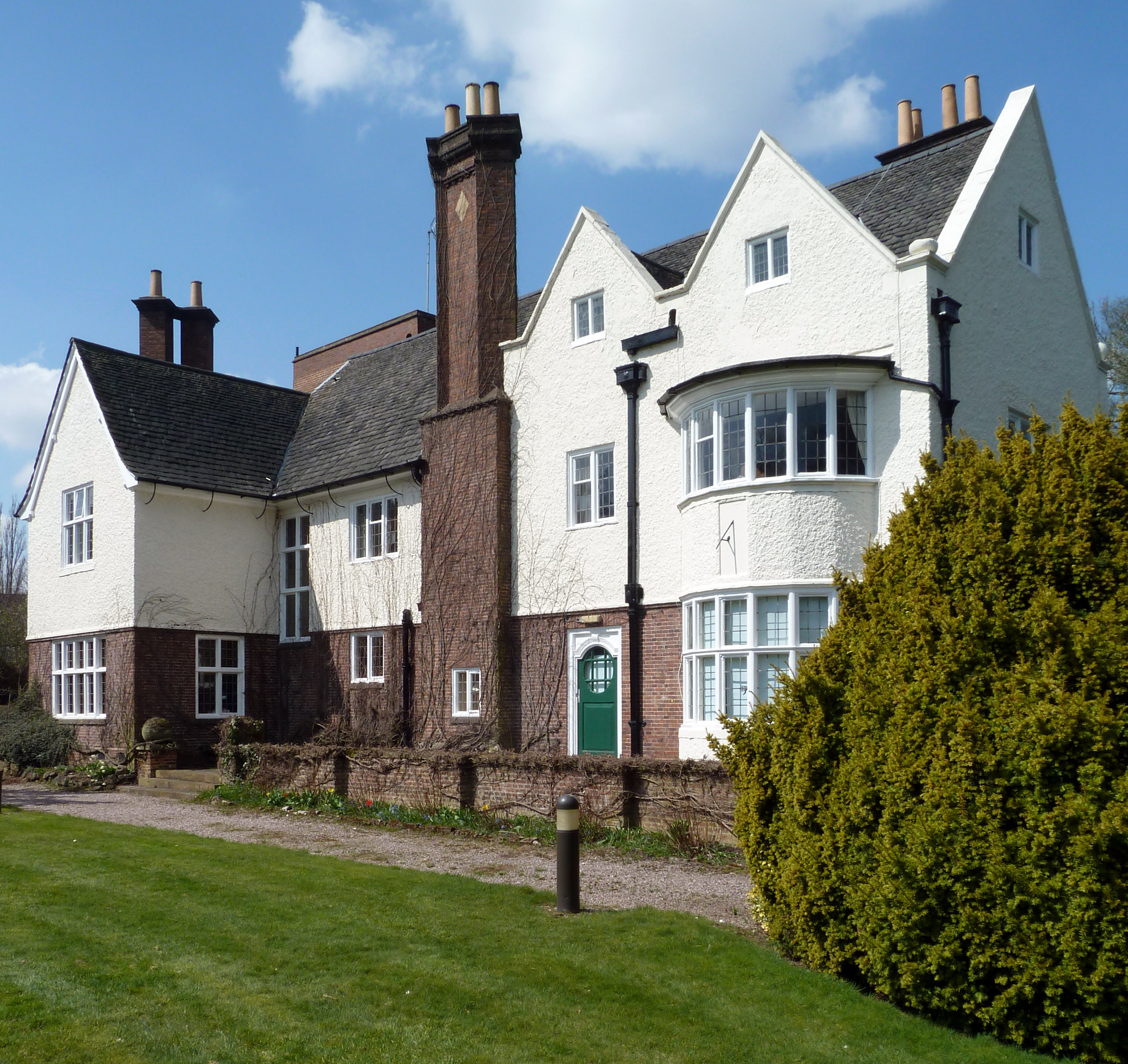
Garth House in Edgbaston, Birmingham, Bau des Architekten, 1901

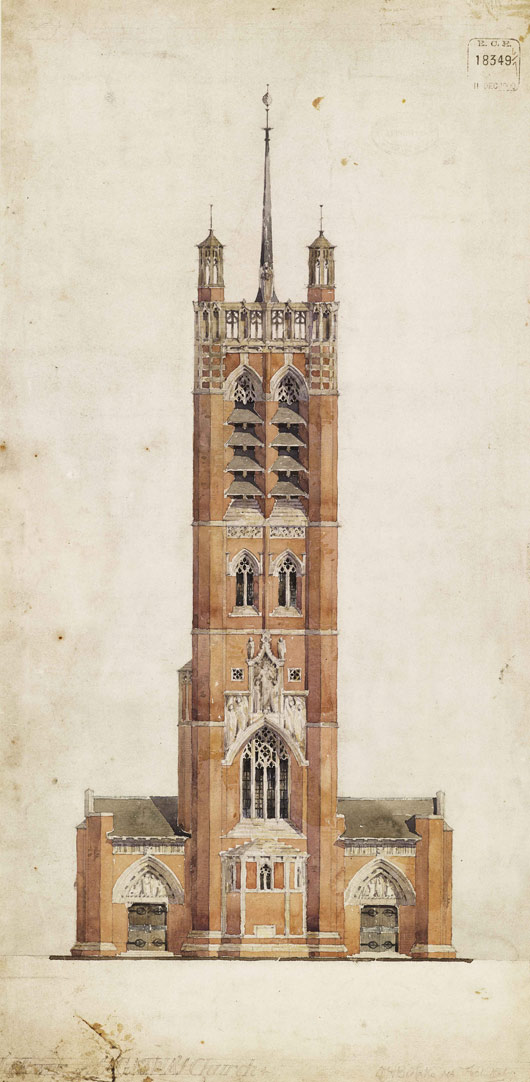
Entwurf des Architekten für die Kirche St Agatha’s in Sparkbrook, 1899

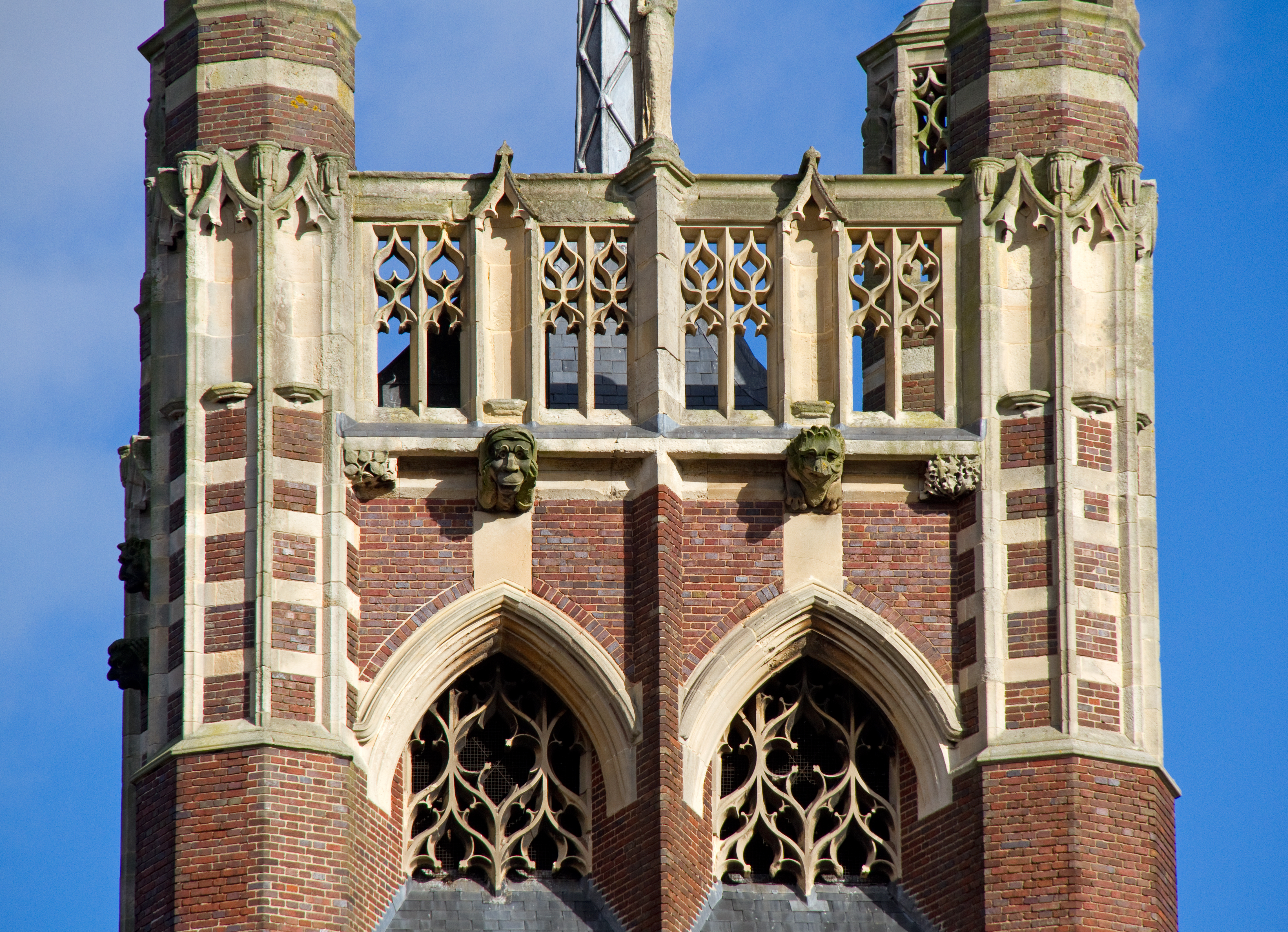
St Agatha’s, Detail

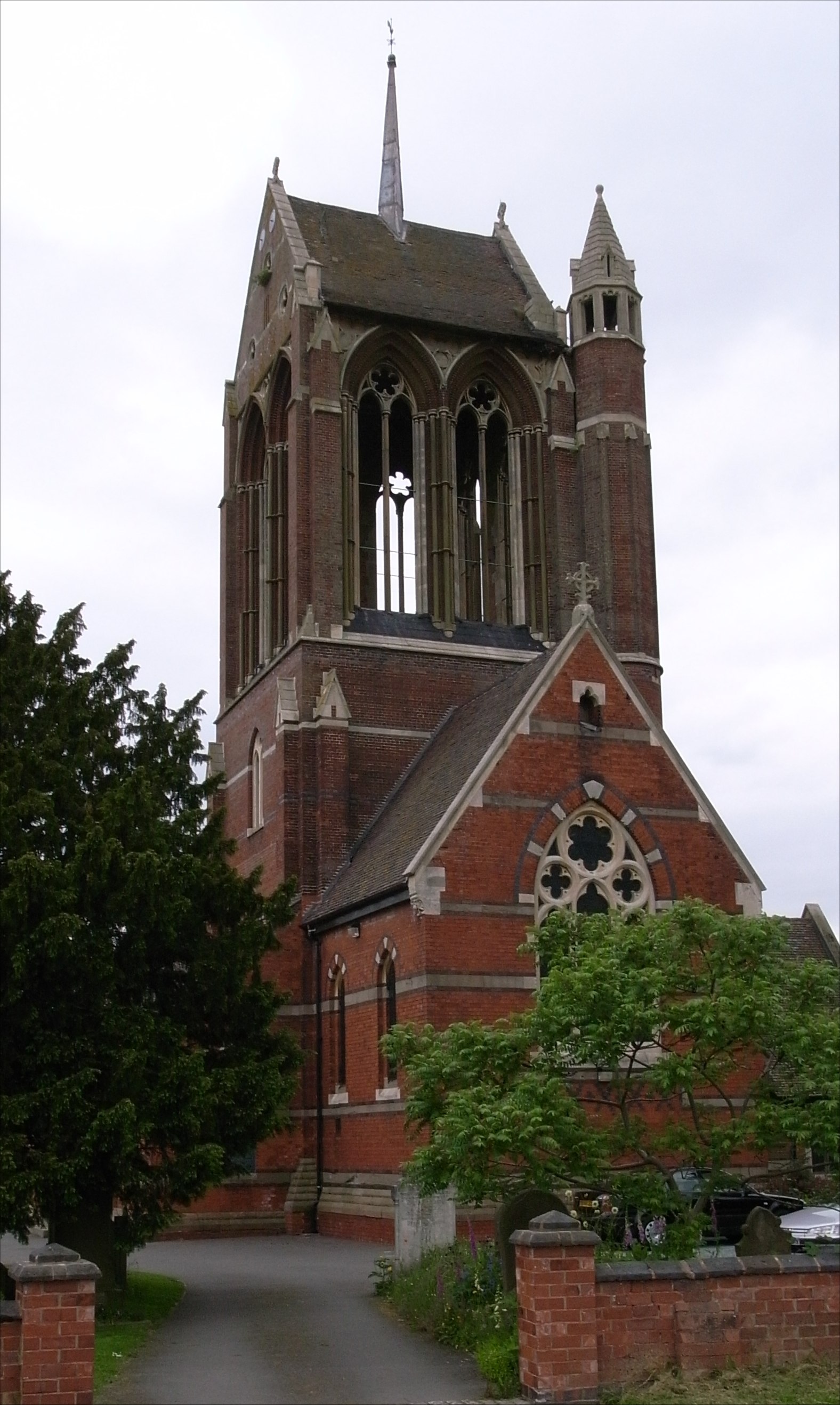
St Mary, Wythall (geschlossen, Dach und Turm von Bidlake)

William Henry Bidlake (* 12. Mai 1861 in Wolverhampton; † 6. April 1938 in Wadhurst) war ein englischer Architekt, ein führender Kopf der Arts and Crafts Movement in Birmingham und von 1919 bis 1924 Direktor der School of Architecture an der Birmingham School of Art.
Mehrere von Bidlakes Häusern in Birmingham wurden von Hermann Muthesius in seinem Buch Das englische Haus (1904) behandelt und beeinflussten dadurch die Architektur der beginnenden Moderne in Deutschland.

## Leben
William Bidlake wurde als Sohn des Architekten George Bidlake geboren. Er erhielt eine Ausbildung in Architektur zunächst von seinem Vater und studierte am Tettenhall College und Christ’s College in Cambridge. 1882 übersiedelte er nach London, wo er an der Royal Academy of Arts studierte. Er arbeitete für die Architekten George Frederick Bodley und Thomas Garner, die den neogotischen Stil pflegten. 1885 gewann er für seine Entwürfe ein Reisestipendium des Royal Institute of British Architects (RIBA), das ihm ermöglichte, im Jahr 1886 durch Italien zu reisen.
Als er 1887 nach England zurückkehrte, ließ er sich in Birmingham nieder, wo er selbständig als Architekt arbeitete. Von 1893 an lehrte er innovative Architektur an der Birmingham School of Art.
Bidlake entwarf viele Arts-and-Crafts-Häuser in wohlhabenden Stadtteilen Birminghams wie Edgbaston, Moseley und Four Oaks. Seine Kirchbauten waren eher dem neogotischen Stil verpflichtet. Die Kirche St Agatha’s in Sparkbrook gilt als sein Meisterwerk.
Er war Mitglied und Schatzmeister der Royal Birmingham Society of Artists und lehrte von 1902 bis 1938 als Professor für Architektur.
1924 heiratete Bidlake eine mehr als 20 Jahre jüngere Frau und lebte mit ihr in Wadhurst in East Sussex, wo er bis zu seinem Tod arbeitete.

## Ausgewählte Bauten
- College of Art, Balsall Heath, Birmingham (1899)
- Garth House, 47 Edgbaston Park Road, Edgbaston, Birmingham (1901)
- The Hurst, Amesbury Road, Moseley, Birmingham
- St Agatha’s Church, Stratford Road, Sparkbrook, Birmingham (1901)
- Bishop Latimer Church, Winson Green, Birmingham
- St Agatha’s Vicarage, 100 Sampson Road, Sparkbrook, Birmingham  (1901)
- St Andrew’s Church, Oxhill Road, Handsworth, Birmingham (1907–1909)
- St Mary’s Church, Wythall, Worcestershire. Dach und Turm[3]
- St Oswald’s Church, Small Heath, Birmingham (1892–09)
- St Thomas’ Church, Stourbridge. Apsis (1890)[4]
- Sparkhill United Church, Stratford Road, Sparkbrook, Birmingham (1932–1933)[5]
- Woodside, 51 Bracebridge Road, Four Oaks, Sutton Coldfield, Birmingham (1898), für sich selbst erbaut
- Woodgate, 37 Hartopp Road, Four Oaks, Sutton Coldfield, Birmingham (1900), für sich selbst erbaut
- Emmanuel Church, Wylde Green, Sutton Coldfield, Birmingham (1909)